# Дольчиссима
Дольчиссима — святая мученица из Сутри, дева. День памяти — 16 сентября.
Святая мученица Дольчиссима, как и многие другие мученики, проповедовала Святое Евангелие на Апеннинском полуострове. Она пострадала в Сутри, что в Витербо, 16 сентября во времена императора Диоклетиана, в период 284 и 305 годами. Об этом свидетельствует  мраморная мемориальная доска, которая была найдена в XVII веке на месте её мученической смерти и погребения, в катакомбах святого Иувеналия, рядом с кладбищем в Сутри. С момента обретения мощей святая Дольчиссима почитается покровительницей Сутри.